# Alpes Grésivaudan Classic
L'Alpes Grésivaudan Classic és una cursa femenina de ciclisme d'un dia que es celebra a França des de l'any 2022. Està integrada dins el calendari femení de l'UCI com a cursa de categoria 1.2. Es disputa anualment pel departament d'Isèra. La primera vencedora fou la francesa Évita Muzic.

## Palmarès
| Any  | Vencedor     | Segon           | Tercer           |
| ---- | ------------ | --------------- | ---------------- |
| 2022 | Évita Muzic  | Églantine Rayer | Clara Koppenburg |
| 2023 | Évita Muzic  | Urša Pintar     | Morgane Coston   |
| 2024 | Marion Bunel | Évita Muzic     | Julie Bego       |
| 2025 |              |                 |                  |